# Рікардо Піцуті
Рікардо Піцуті (італ. Riccardo Pizzuti; 28 квітня 1934) - італійський актор та каскадер.

## Біографія
Рікардо Піцуті народився 28 квітня 1934 року у місті Четраро, Калабрія, провінція Козенца. Після закінчення школи певний час працював електриком разом зі своїм батьком. У 1951 році поїхав на три роки у Венесуелу. 

### Кар'єра актора
У 1961 році Рікардо Піцуті отримав епізодичну роль у дебютному фільмі Серджо Леоне «Колос Родоський». Згодом він знімався в численних італійських роботах різних режисерів, де він часто грав незначні епізодичні ролі, переважно без згадування в титрах. Першу популярність Рікардо отримав як частий гість у фільмах з участю комедійного дуо Теренса Гілла та Бада Спенсера: «Козирний туз», «Мене звуть Трійця», «Мене все ще звуть Трійця» і т.д. У цих "кулачних комедіях" він майже завжди грав роль помічника і бійця лиходія, який спочатку провокує Спенсера і Гілла, а потім особливо часто і сильно отримує від них на горіхи. Завдяки своїм ролям Піццуті здобув культовий статус серед фанатів Спенсера і Гілла. Загалом він знявся майже у 90 фільмах, використовуючи псевдоніми Рік Пайпер і Річард Старк.
В одному із своїх інтерв'ю Рікардо розповів, що у 1985 році його помилково було арештовано за наркоторгівлю та зв'язки з каморрою. Його утримували під вартою три з половиною роки. У 1988 році його виправдали за відсутністю складу злочину. Під час цього періоду його підтримував лише Енцо Барбоні (відомий під псевдонімом Е.Б. Клучер); всі інші, включаючи Спенсера і Гілла, забули про нього. Проте кілька років потому, у 1991 році, Піццуті повернувся до роботи з Бадом Спенсером у фільмі "Аксесуари у Раю" ("Un piede in Paradiso"). Після виправдання Піццуті вирішив не судитися з державою і назавжди покинув Італію.
Зараз актор живе в Сен-Жан, поблизу Тулузи, разом з дружиною, яка працює викладачем танців.

## Фільмографія
| Рік  | Оригінальна назва                    | Роль                           |
| ---- | ------------------------------------ | ------------------------------ |
| 1961 | Помста Урса                          | Боєць                          |
| 1962 | Agenti Segreti Contro: I tre nemici  | Бандит у потязі                |
| 1962 | Таємний знак Д'Артаньяна             | Офіцер                         |
| 1962 | Королева для Цезаря                  | Солдат                         |
| 1963 | Д'Артаньян проти трьох мушкетерів    | Солдат у таверні               |
| 1963 | Чорний герцог                        | Солдат                         |
| 1964 | Спартак і десять гладіаторів         | Римський сенатор               |
| 1964 | Помста гладіаторів                   | Гладіатор                      |
| 1965 | Вогонь над Римом                     | (роль не вказано)              |
| 1965 | Blood for a silver dollar            | Солдат                         |
| 1965 | Пригоди у Тортузі                    | Пірат                          |
| 1966 | Дегуейо                              | Том                            |
| 1966 | Арізона Колт                         | Охоронець                      |
| 1966 | Золото форту Юма                     | Капрал Вілсон                  |
| 1966 | Цукровий Колт                        | Чоловік у салуні               |
| 1966 | Джанго стріляє першим                | Охоронець                      |
| 1966 | Кров на заході сонця                 | Боєць у барі                   |
| 1967 | Довгі дні помсти                     | Спостерігач                    |
| 1967 | МакГрегори повертаються!             | Бандит                         |
| 1967 | Розшукується                         | Матіас                         |
| 1967 | Величний техасець                    | Джиммі Старк                   |
| 1967 | Будь-яка зброя може грати            | Пако                           |
| 1968 | Стрілець, посланий Богом             | Охоронець                      |
| 1968 | Помста                               | Охоронець Мендози              |
| 1968 | Підв'язка Колт                       | (роль не вказано)              |
| 1968 | Бог пробачить тебе... Але я не буду  | Мисливець за головами          |
| 1968 | Козирний туз                         | Охоронець Гарольда             |
| 1968 | Зорро Лис                            | Дон Хуліо                      |
| 1968 | Племінники Зорро                     | Лансер                         |
| 1969 | Битва при Ель-Аламейні               | В'язень                        |
| 1969 | Бог пробачить моєму пістолету        | Педро Рамірес                  |
| 1969 | Спеціалісти                          | Боєць                          |
| 1969 | Ціна влади                           | Заступник                      |
| 1969 | Квінтана: Мертвий або живий          | Солдат                         |
| 1970 | Бійці з Авемарії                     | Охоронець Паркера              |
| 1970 | Апокаліпсис Джо                      | Охоронець Берга                |
| 1970 | Мене звуть Трійця                    | Джефф                          |
| 1971 | Судний день                          | Чоловік, вбитий біля водоспаду |
| 1971 | W Джанго!                            | Томпсон                        |
| 1971 | Мене все ще звуть Трійця             | Шеф з Далласа                  |
| 1971 | Леді Франкенштейн                    | Створіння                      |
| 1972 | Це можна зробити, аміго              | Член банди Франциска           |
| 1972 | Людина зі сходу                      | Мортон Клейтон                 |
| 1972 | Давайте, хлопці                      | Насо                           |
| 1973 | Навіть ангели їдять боби             | Кобра                          |
| 1973 | Битва амазонок                       | Медонте                        |
| 1973 | Величний сміливець                   | Водій Браунера                 |
| 1974 | Супердурні проти диво-жінок          | Філонес                        |
| 1974 | Чарльстон                            | Охоронець Малоні               |
| 1974 | Два місіонери                        | Охоронець Менендеса            |
| 1974 | Білий ікло на допомогу               | Дресирувальник собак           |
| 1975 | Коп в Гонконзі                       | Охоронець Аккардо              |
| 1976 | Солдат фортуни                       | Вільфорт                       |
| 1976 | Кеома                                | Член банди Колдвела            |
| 1977 | Злочинні детективи                   | Охоронець Фреда                |
| 1978 | Вони називали його Бульдозером       | Солдат                         |
| 1978 | Орел чи решка                        | Манчіно                        |
| 1979 | Шериф і супутник малюка              | Авіатор                        |
| 1980 | Коп в Єгипті                         | Сальваторе Коппола             |
| 1980 | Все трапляється зі мною              | Дроворуб                       |
| 1981 | Друг йде на захід                    | Колорадо Сім                   |
| 1981 | Хто знаходить друга, знаходить скарб | Охоронець                      |
| 1981 | Дивний загін                         | Солдат Даріо Тоньон            |
| 1982 | Граф Таккія                          | Томего                         |
| 1983 | Завжди готові                        | Містер Спайдер                 |
| 1983 | Раш                                  | Сталь                          |
| 1991 | Аксесуари у Раю                      | Таксист Джо                    |
| 1995 | Сини Трініті                         | Стрілець                       |